# Anne-Charlotte d'Aiguillon
Anne Charlotte de Crussol, Duchessa d'Aiguillon (1700 – 1772) è stata una scrittrice francese.
Moglie dello scrittore e nobiluomo Armand-Louis d'Aiguillon dal 1718, fu mecenate di Montesquieu e Voltaire e nota salonnière.